# Fontanares
Fontanares (en valenciano y oficialmente: Fontanars dels Alforins) es un municipio español perteneciente a la provincia de Valencia y la comarca del Valle de Albaida, en la Comunidad Valenciana. Su población es de 947 habitantes (INE 2024).

## Toponimia
El término Fontanars y el exónimo Fontanares derivan de Fontanals, una antigua partida de Onteniente, y este nombre, presumiblemente de font ('fuente' en valenciano). El término Alforins, en español Alhorines, a su vez, deriva del árabe al-hurī (granero o depósito de trigo), nombre que da fe de la intensidad de la explotación agrícola en esta área. La zona ha recibido tradicionalmente el nombre de Alhorines o Alforins, de ahí el gentilicio alforinero, mientras que el núcleo de población proviene del de la antigua partida, de ahí que en 1927, al independizarse la población, se denominara Fontanares. En 1992 se cambió oficialmente a Fontanars dels Alforins, denominación valenciana que hace referencia a los dos nombres tradicionales de la población.

## Geografía

Localización en la comarca del Valle de Albaida

Fontanares se sitúa entre la Sierra Grossa y la de Agullent. La superficie del término forma una meseta, llamada Los Alhorines, bordeada al norte por la Serra Grossa y al sur por la sierra de Agullent, cuyas vertientes penetran en el territorio. El punto orográfico más elevado es la Replana (994 m.); otras alturas principales son: Ponsenet (968 m.), la Lloma Plana (989 m.), ambas értices geodésicos de tercer orden y el Alt del Moro (971 m.) y el Alt de la Creu (729 m.). La red de drenaje es poco compleja, consistiendo en una rambla que vierte sus aguas en el río Cáñoles o de Montesa.
Localidades limítrofes
|                | Norte: Fuente la Higuera, Mogente      |                  |
| Oeste: Villena | Fontanares                             | Este: Onteniente |
|                | Sur: Bañeres, Benejama, Campo de Mirra |                  |

### Clima
El clima es mediterráneo continentalizado, caracterizado por sus veranos calurosos y secos, y los inviernos fríos y húmedos, con alguna nevada esporádica. La temperatura media anual ronda los 14 °C, con unas mínimas que son bastante bajas los meses de invierno con heladas frecuentes y elevadas en los meses de verano. Las precipitaciones son escasas pero superiores a las que se producen conforme se avanza hacia poniente, si se considera una media anual alrededor de los 525 mm.

## Historia

### Los Alhorines antes de la conquista cristiana
En Los Alhorines hay constancia del paso del hombre desde el calcolítico en el yacimiento de Pla de Cubelles. Se han encontrado restos del neolítico en el Camí de Piles y el Ribassal de Micons; numerosos de la Edad del Bronce, entre los que destacan el Castellaret de L'Ombria y L'Altet de la Moneda; de época ibérica como el poblado del Camí de Mallaura; y de época romana, destacando la necrópolis del Racó de Sanxo.
Durante el periodo andalusí, el territorio recibió el topónimo actual de Alhorines (en valenciano Alforins), debido a la gran importancia que obtuvo el cultivo de cereales (al-hurī, granero o depósito de trigo). Se sabe que en el siglo XIII existía en este lugar una "Alqueria dels Àlbers", dentro del Iqlim de Medina Bilyāna (Villena), de la que hay constancia a través de un documento de Jaime I. En 2008, durante unas excavaciones realizadas cerca de la iglesia, se halló una pequeña necrópolis y unos silos, que podrían pertenecer a esta alquería, aunque son algo anteriores (alrededor del siglo XI).

### La Edad Media y Moderna
El Valle de los Alhorines, originalmente perteneciente al Iqlim de Medina Bilyāna, fue conquistado por las tropas de Jaime I de Aragón y desde entonces fue reclamado por Onteniente. La parte occidental o Alhorines de La Zafra quedaron en manos castellanas en virtud del Tratado de Almizra (1244), mientras que el resto del valle fue incorporado al Reino de Valencia el 1245 por las tropas de Jaime I, quien, en un primer momento, se los reservó como patrimonio particular. Sin embargo, vista la conflictividad del territorio (situado en la frontera entre el Reino de Valencia y Castilla), el rey decidió adjudicar en enero de 1256 su jurisdicción a Onteniente, para que fuera repartido entre sus vecinos. En 1304 se firmó el Tratado de Torrellas-Elche, tratado por el cual Caudete y su término pasaron a la Corona de Aragón, pero la zona occidental del valle de los Alhorines, pertenecientes aún a Villena, permanecieron en la Corona de Castilla.
El límite de la zona oriental y occidental fue fuente de conflictos en 1333-1334 entre el infante Don Juan Manuel, señor de Villena y Ramón Berenguer de Aragón, señor de Onteniente, aunque finalizaron con el status quo anterior. Durante la Guerra de los Dos Pedros (1356-1365) se produjeron nuevos enfrentamientos, que continuaron intermitentemente a lo largo del siglo XV. En 1425 tuvieron lugar los llamados debates de Villena; el conflicto resurgió en 1429-1430 con continuos ataques a los propietarios castellanos y otra vez en 1495, cuando tropas de Villena destruyeron 25 casas en Fontenares; y continuó activo en el siglo XVI. Carlos I intentó poner fin al conflicto manteniendo las anteriores fronteras.
En 1520 el Consejo de Onteniente autorizó la construcción de una ermita dedicada a San Antonio y San Miguel, pero el estallido de las Germanías paralizaría el proyecto. El 1593 se concedió la autorización definitiva para la construcción de la ermita, que iría a cargo de los mismos pobladores, lo que indica que su población empezaría a adquirir importancia. Alrededor de esta ermita empezaría a agruparse el actual núcleo de población de Fontanares.
Los Alhorines quedaron prácticamente despoblados como consecuencia de la guerra de sucesión española (1701-1714). La repoblación que la siguió, procedente mayoritariamente de las poblaciones situadas al sur del término, mayoritariamente proborbónicos, constituyó la base del nuevo poblamiento.

### Época Contemporánea
En el transcurso del siglo XIX, la población alforinera aumentó considerablemente (pasó de 392 habitantes el 1819 a los 1100 en 1867), debido a la inmigración de los pueblos de los alrededores. Sin embargo, sólo el 10 % de esta población vivía en el núcleo de Fontanares, mientras que el resto habitaba las distintas aldeas y casas repartidas por todo el término. El Diccionario de Madoz (1845-1850) no contiene un artículo sobre Fontanares, pero lo menciona como caserío dependiente de Onteniente.

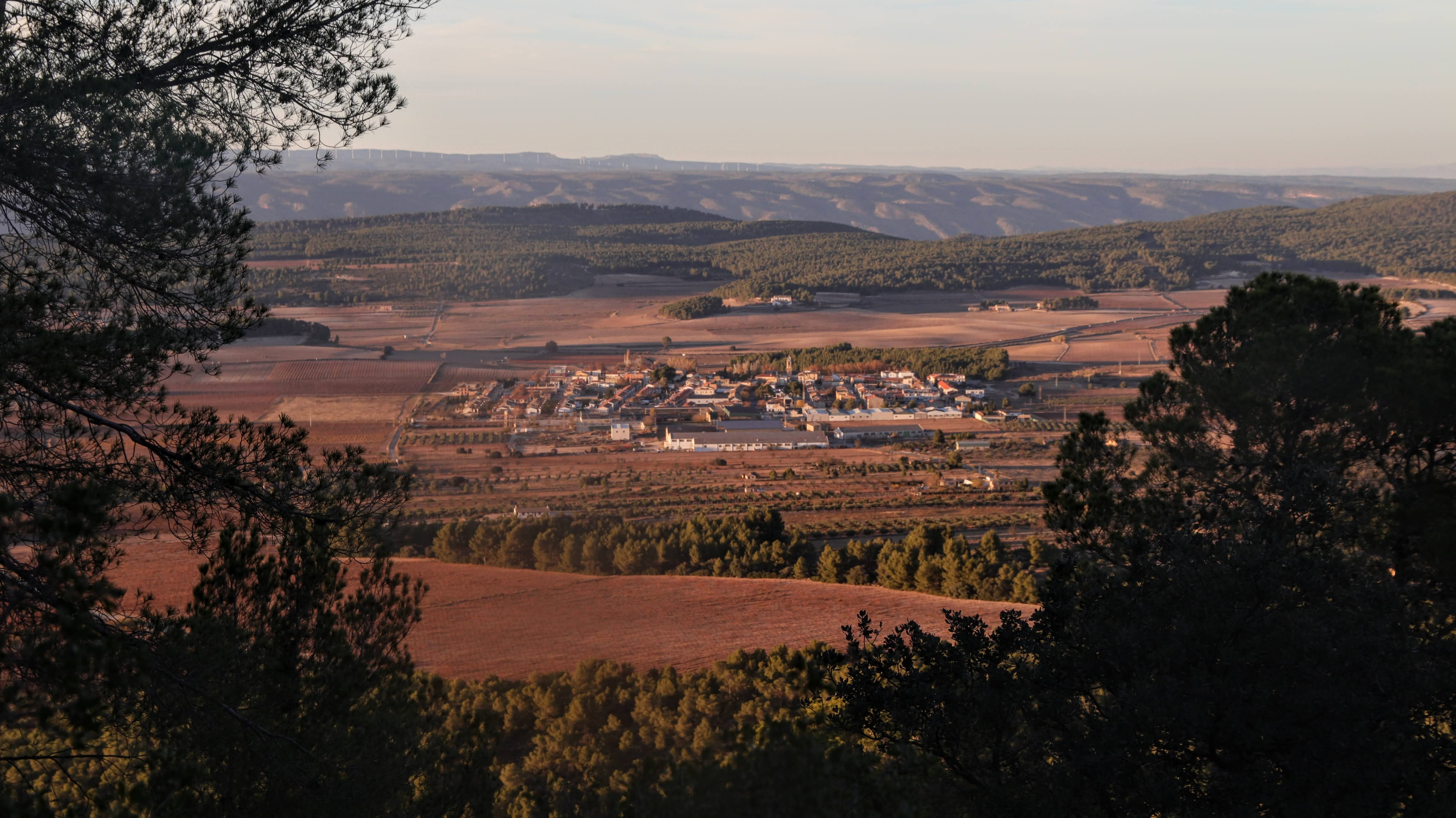
Fontanars dels Alforins visto desde la sierra de la Umbría

La larga distancia que separaba la incipiente aldea de Fontanares de su capital municipal, Onteniente, obligaba a los campesinos a perder una jornada completa para desplazarse cuando tenían que hacer cualquier gestión. A partir del 1849, cuando se permitió la celebración de matrimonios y entierros en la propia aldea, fueron sucediéndose las demandas de servicios y otras concesiones.
Finalmente, en 1924 los habitantes de Fontanares se reunieron para solicitar a Onteniente la segregación de su término, pero éste la denegó. En 1926 se volvió a presentar otra solicitud de segregación, esta vez al gobierno central. El 5 de agosto de 1927 llegaba por fin la independencia del nuevo municipio, con el nombre de Fontanares, que incluía las cuatro partidas de la parte de los Alhorines de Onteniente. Esta fue posible gracias a la acción conjunta de campesinos y propietarios y a la influencia decisiva del conde de Salvatierra. En 1992 se cambió el nombre oficial del municipio por el de Fontanars dels Alforins.

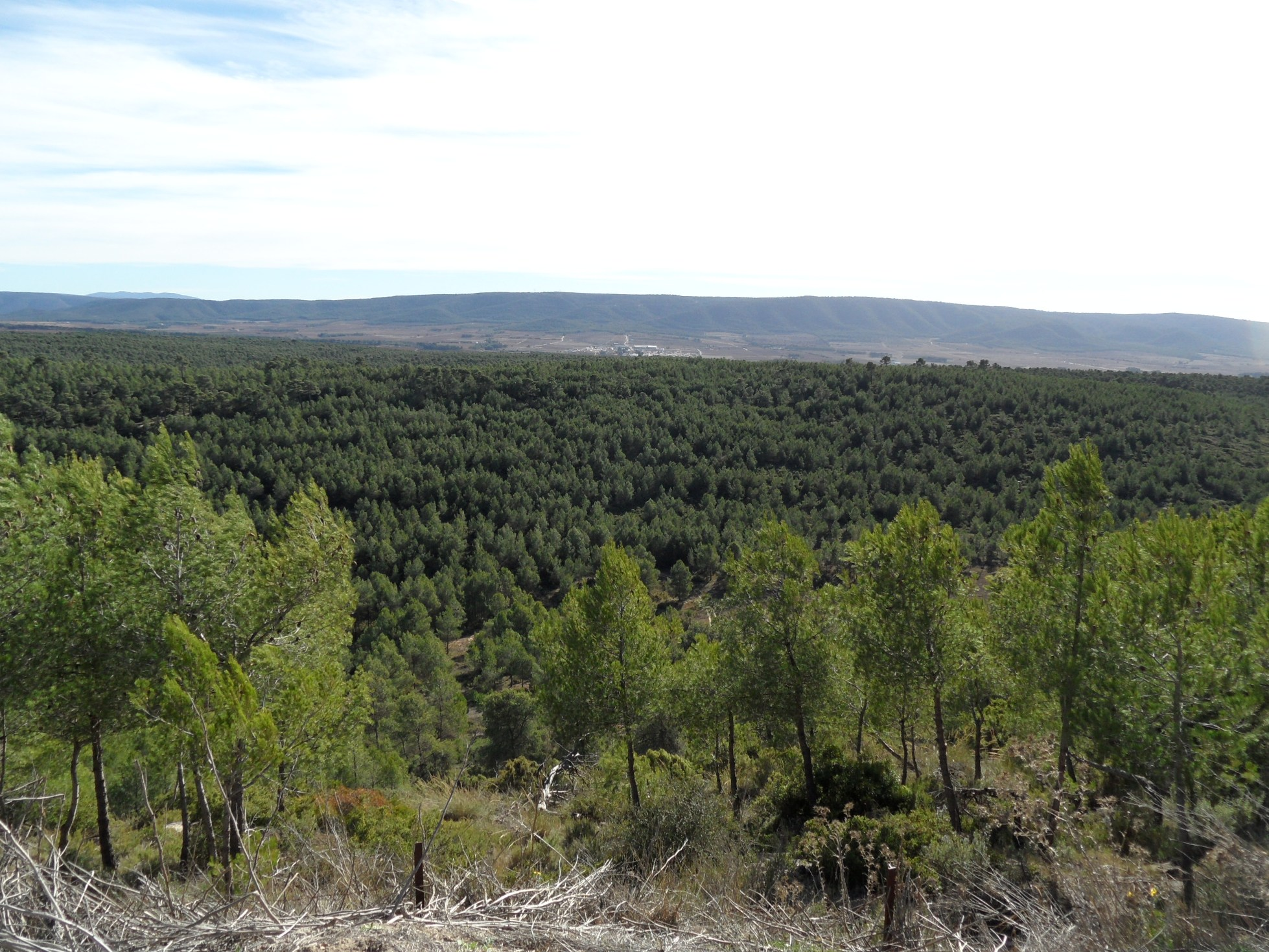
Los Alhorines y Fontanares al fondo, desde la Bastida de les Alcusses.

## Demografía
Fontanares cuenta con una población de 947 habitantes (INE 2024).
| Gráfica de evolución demográfica de Fontanares entre 1930 y 2021 |
| |
| Población de derecho según los censos de población del INE Población de hecho según los censos de población del INEEn 1930 aparece este municipio porque se segrega del municipio Onteniente |

## Economía

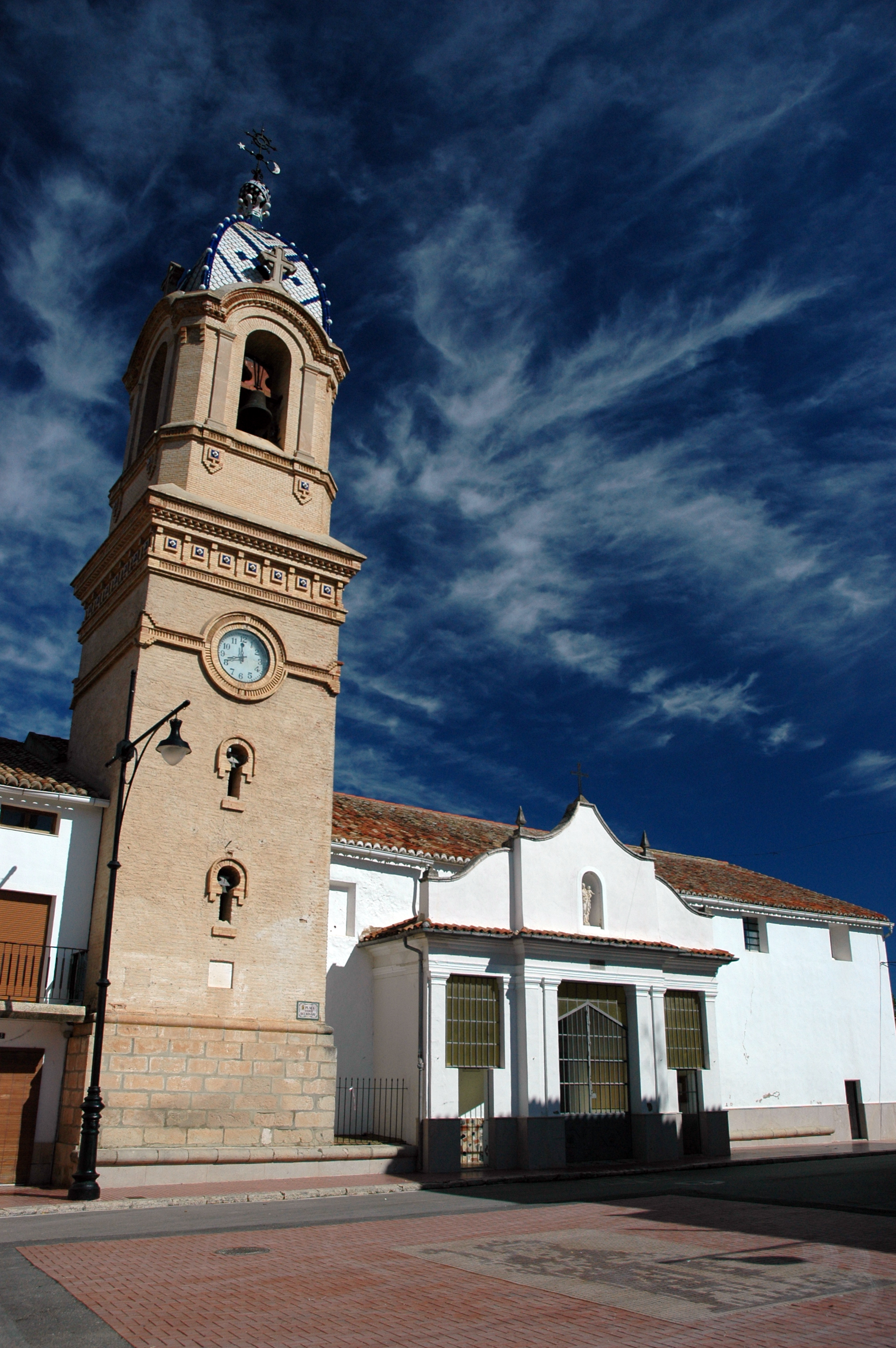
Iglesia de la Virgen del Rosario.

La gran mayoría de los cultivos son de secano, destacando la vid (1388 ha), cultivo de gran importancia histórica en el Valle de los Alhorines. En 1940 había en Fontanares 64 bodegas, de las que quedan actualmente 8, con una producción conjunta de unos 3 millones de litros de vino. Siguen en importancia los cereales (816 ha), girasoles (549 ha), frutales (288 ha), olivos (260 ha) y almendros (210 ha). En las hectáreas de regadío se cosechan hortalizas principalmente. También tiene cierta importancia la ganadería de ovejas, cabras. La mayoría de la industria está dedicada a la elaboración y comercialización del vino.

#### Enoturismo
A lo largo de la historia ha existido una importante actividad vitivinícola en el valle de los Alhorines, y existe el denominado enoturismo en torno a la producción de vino y la degustación en las bodegas. La superficie de viñedo en Fontanars dels Alforins es de unas 1300 hectáreas, de donde se obtienen las variedades Monastrell, Garnatxa, Tempranillo, el autóctono Verdil o variedades introducidas desde Francia como el Cabernet sauvignon y el Merlot. Las bodegas son de carácter familiar, en algunos casos con una tradición de más de doscientos años. El vino es producto de las viñas del propio terreno y el propietario y su familia se relacionan directamente con todos los procesos de elaboración y venta del producto. Existen visitas guiadas a las diversas instalaciones y cultivos.
Entre los productores de vino de Fontanares se encuentran: Daniel Belda, Los Frailes, dirigida por Miguel Velázquez, Los Pinos, fundada por Manuel A. Olaechea; Rafa Cambra; Casa Turús, del proyecto Origen de Manuel García Portillo, Vinya Alforí, Heretat de Taverners, Fil.loxera & Cia, El Poblet, Enguera, Torrevellisca y Vicente Ribera e Hijo.

### Comunicaciones
Por el término de Fontanares transcurren las siguientes carreteras:
| CV-654 Enlaza Fontanares con la CV-652 en dirección a Mogente.    |
| CV-655 Enlaza Fontanares con la CV-81 a la altura de Onteniente.  |
| CV-656 Enlaza Fontanares con la A-31 al pasar La Zafra (Villena). |
| CV-657 Enlaza Fontanares con la CV-81 a la altura de Benejama.    |
| CV-660 Enlaza Fuente la Higuera (N-344) con Onteniente.           |

## Administración y política

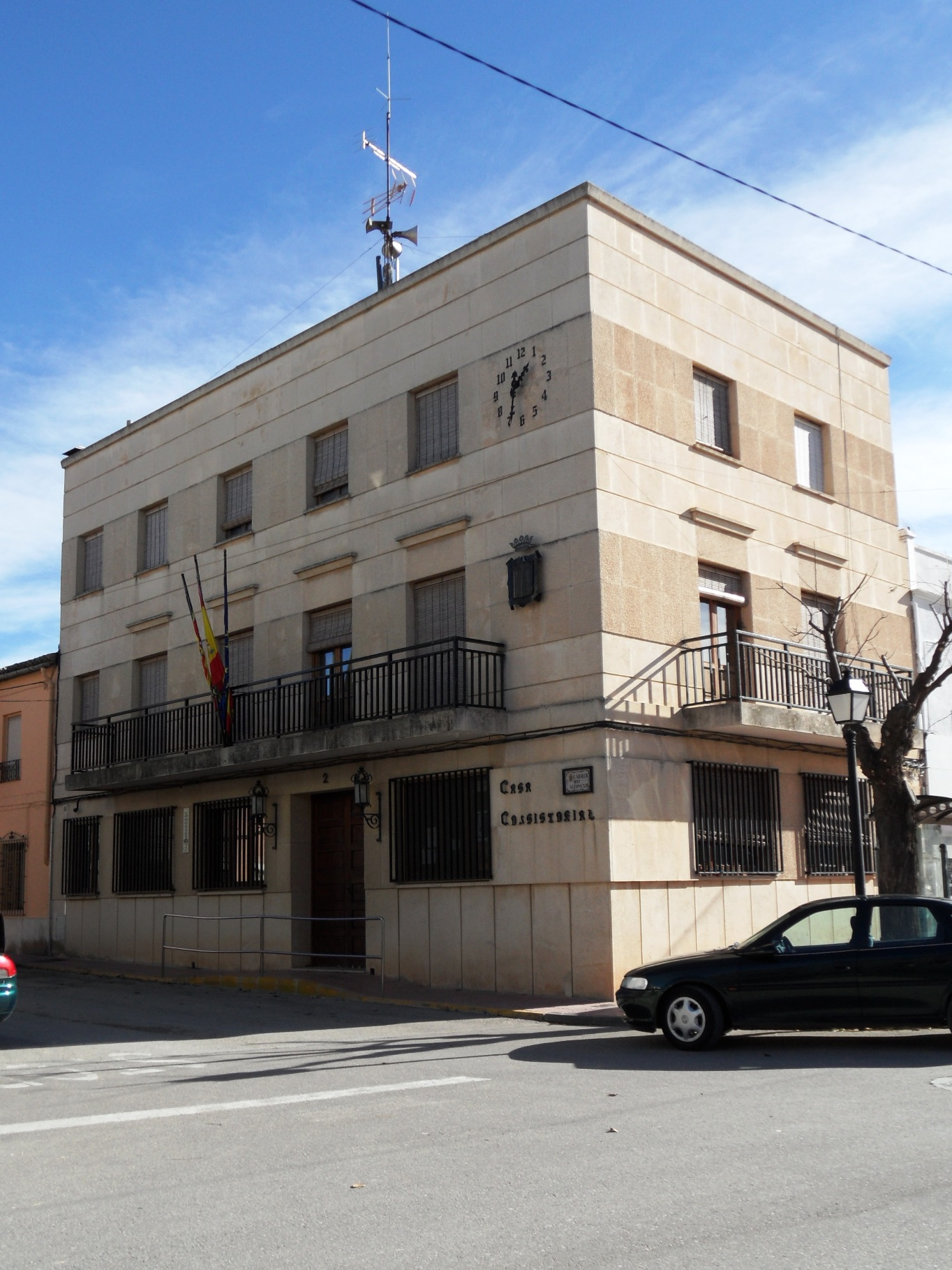
Ayuntamiento de Fontanares

Fontanares está gobernado por una corporación local formada por concejales elegidos cada cuatro años por sufragio universal que a su vez eligen un alcalde. El censo electoral está compuesto por todos los residentes empadronados en Fontanares mayores de 18 años y nacionales de España y de los otros países miembros de la Unión Europea. Según lo dispuesto en la Ley del Régimen Electoral General, que establece el número de concejales elegibles en función de la población del municipio, la corporación municipal de Fontanars dels Alforins está formada por 7 concejales. La sede actual del ayuntamiento alforinero está en la calle del conde de Salvatierra. El Ayuntamiento de Fontanares está actualmente presidido por Compromís y consta de 5 concejales de este partido y 2 de Vox.
| Periodo   | Nombre                  | Partido   |
| --------- | ----------------------- | --------- |
| 1979-1983 | José Rivera Ferri       | AEPA      |
| 1983-1987 | Roberto Reyes Francés   | PSPV-PSOE |
| 1987-1991 | Santiago Esteve Bordera | AP        |
| 1991-1995 | José Ferrero Francés    | PSPV-PSOE |
| 1995-1999 | José Ferrero Francés    | PSPV-PSOE |
| 1999-2003 | José Ferrero Francés    | PSPV-PSOE |
| 2003-2007 | Vicente Ribera Lladosa  | PP        |
| 2007-2011 | Vicente Ribera Lladosa  | PP        |
| 2011-2015 | Vicente Ribera Lladosa  | PP        |
| 2015-2019 | Julio Biosca Llin       | Compromís |
| 2019-2023 | Julio Biosca Llin       | Compromís |
| 2023-act. | Julio Biosca Llin       | Compromís |

## Patrimonio
- Hornos de cal (Forns de calç): En el término de Fontanares existen más de 30 hornos de cal dispersos por todo el término. Gran parte de éstos se encuentran a medio derruir y otros han sido invadidos por la maleza.[23][24]
- Iglesia parroquial de Nuestra Señora del Rosario (Església de la Mare de Déu del Rosari): En su origen fue oratorio de un convento de Capuchinos, suprimido en 1810 y del que sólo se conserva la actual capilla de la comunión.[25] En 1861 se amplió el templo, completándose el templo entre 1867 y 1869.[6] El campanario modernista data de 1916.[6] Al término de la guerra civil se reformó de nuevo, adquiriendo su aspecto actual. En ella destacaban imágenes como la Virgen el Rosario, la patrona, y San Antonio Abad. El templo cuenta con una gran cantidad de tallas de santo. La iglesia se ha iluminado mejor y restaurado imágenes con alto valor personal.

## Cultura

### Fiestas
- Fiestas patronales: se celebran la última semana de agosto, a la Virgen del Rosario, con desfile de Moros y Cristianos.[26]
- Fiestas de San Antonio Abad: Se celebra en enero con una hoguera, primero la planta de esta y por la noche la coeta, donde se disparan coetes "Borrachos durante toda la noche" y una subasta cuyos beneficios se destinan a sufragar los gastos de la iglesia.[26]
- Fiesta de las Chicas: Se celebra el último fin de semana de junio y está dedicada a la Virgen. Se realizan pasacalles, bailes populares y procesión además de la "Mascletá y El Castell de Focs Artificials".[26]

## Gastronomía
La cocina de Fontanares se caracteriza por la utilización de ingredientes básicos de la dieta mediterránea, sobre todo los producidos en la misma población: harina de trigo, aceite de oliva, frutos secos (almendra, nuez, etc.), miel y frutas. Platos tradicionales son el arrós amb penques, pebrassos i naps, los gaspatxos amb llebre i perdiu y la cassoleta de pebrassos. De las frutas cabe mencionar los melones, la uva y una gran variedad de manzanas y ciruelas. Por último, en repostería destacan las orelletes, los bescuits, los pastissets de moniato y los rollets d'aiguardent.